# Перін-Хим
Перін-Хим (словац. Perín-Chym) — село в окрузі Кошиці-околиця Кошицького краю Словаччини. Площа села 41,51 км². Станом на 31 грудня 2016 року в селі проживало 1457 жителів.

## Історія
Перші згадки про село датуються 1964 роком - утворено шляхом об'єднання 3-х сіл.

## Населення
| Рік:            | 1994. | 2004.   | 2014.   | 2024.    |
| --------------- | ----- | ------- | ------- | -------- |
| Кількість осіб: | 1547  | 1498    | 1424    | 1576     |
| Різниця:        |       | -3,16 % | -4,93 % | +10,67 % |

| Рік:            | 2023. | 2024.   |
| --------------- | ----- | ------- |
| Кількість осіб: | 1582  | 1576    |
| Різниця:        |       | -0,37 % |